# Cypraeovula volvens
Cypraeovula volvens is een slakkensoort uit de familie van de Cypraeidae. De wetenschappelijke naam van de soort is voor het eerst geldig gepubliceerd in 2004 door Fazzini & Bergonzoni.